# George Gemünder
George Gemünder (deutsch: Johann Georg Gemünder, * 13. April 1816 in Ingelfingen; † 15. Januar 1899 in New York) war ein amerikanischer Geigenbauer deutscher Herkunft. Er war ein Bruder des Geigenbauers August Gemünder.

## Leben und Werk
George Gemünder arbeitete als Geigenbauer in Deutschland und Frankreich. Er folgte seinem Bruder August 1847 in die Neue Welt und ließ sich 1852 in New York nieder.
George Gemünders Instrumente gewannen den ersten Preis auf der Londoner Weltausstellung von 1851. 1873 war seine Kopie einer Guarnerius von der Preisjury der Wiener Weltausstellung als nahezu echtes Instrument bezeichnet worden. George Gemünder sah das Geheimnis seines Erfolges darin, dass er bei der Aufbereitung des Holzes keinerlei Chemikalien verwendete, sondern es in seinem natürlichen Zustand benutzte. Seine Nachbauten galten in Fachkreisen als noch feiner als die seines Bruders August. Sie gehören zweifellos mit zu den besten Violinen, die in den Vereinigten Staaten hergestellt wurden.
George Gemünder war der Autor des Buches George Gemünder's Progress in Violin-Making (Astoria, New York, 1881). George Gemünder starb am 15. Januar 1899 in New York.